# 1999-es Formula–1 olasz nagydíj
Az 1999-es Formula–1 világbajnokság tizenharmadik futama az olasz nagydíj volt.

## Futam
Häkkinen tizenegyedik alkalommal szerezte meg a pole-t Monzában, Frentzen és Coulthard előtt. A finn elsőként fordult el az első kanyarban, míg második helyre feljött Zanardi feltartotta a mögötte haladókat. Häkkinen vezette a versenyt, amikor a 30. kör első kanyarjában kicsúszott. Ezután Frentzen vette át a vezetést és győzött Ralf Schumacher, valamint Salo előtt. Coulthard és Irvine az ötödik és hatodik helyen végzett.
|         | Rsz. | Versenyző             | Csapat             | Körök | Idő/Kiesések | Rajthely | Pontok |
| ------- | ---- | --------------------- | ------------------ | ----- | ------------ | -------- | ------ |
| 1       | 8    | Heinz-Harald Frentzen | Jordan-Mugen-Honda | 53    | 1:17:02,923  | 2        | 10     |
| 2       | 6    | Ralf Schumacher       | Williams-Supertec  | 53    | +3,272       | 5        | 6      |
| 3       | 3    | Mika Salo             | Ferrari            | 53    | +11,932      | 6        | 4      |
| 4       | 16   | Rubens Barrichello    | Stewart-Ford       | 53    | +17,630      | 7        | 3      |
| 5       | 2    | David Coulthard       | McLaren-Mercedes   | 53    | +18,142      | 3        | 2      |
| 6       | 4    | Eddie Irvine          | Ferrari            | 53    | +27,402      | 8        | 1      |
| 7       | 5    | Alessandro Zanardi    | Williams-Supertec  | 53    | +28,047      | 4        |        |
| 8       | 22   | Jacques Villeneuve    | BAR-Supertec       | 53    | +41,797      | 11       |        |
| 9       | 11   | Jean Alesi            | Sauber-Petronas    | 53    | +42,198      | 13       |        |
| 10      | 7    | Damon Hill            | Jordan-Mugen-Honda | 53    | +56,259      | 9        |        |
| 11      | 18   | Olivier Panis         | Prost-Peugeot      | 52    | Motor        | 10       |        |
| Kiesett | 17   | Johnny Herbert        | Stewart-Ford       | 40    | Kuplung      | 15       |        |
| Kiesett | 15   | Takagi Toranoszuke    | Arrows             | 35    | Kicsúszás    | 22       |        |
| Kiesett | 14   | Pedro de la Rosa      | Arrows             | 35    | Visszalépett | 21       |        |
| Kiesett | 1    | Mika Häkkinen         | McLaren-Mercedes   | 29    | Kicsúszás    | 1        |        |
| Kiesett | 19   | Jarno Trulli          | Prost-Peugeot      | 29    | Túlmelegedés | 12       |        |
| Kiesett | 23   | Ricardo Zonta         | BAR-Supertec       | 25    | Kerékcsapágy | 18       |        |
| Kiesett | 20   | Luca Badoer           | Minardi-Ford       | 23    | Ütközés      | 19       |        |
| Kiesett | 10   | Alexander Wurz        | Benetton-Playlife  | 11    | Elektronika  | 14       |        |
| Kiesett | 12   | Pedro Diniz           | Sauber-Petronas    | 1     | Kicsúszás    | 16       |        |
| Kiesett | 9    | Giancarlo Fisichella  | Benetton-Playlife  | 1     | Kicsúszás    | 17       |        |
| Kiesett | 21   | Marc Gené             | Minardi-Ford       | 0     | Ütközés      | 20       |        |

## A világbajnokság élmezőnyének állása a verseny után
| H  | Versenyzők            | Pont | H  | Konstruktőrök      | Pont |
| -- | --------------------- | ---- | -- | ------------------ | ---- |
| 1. | Mika Häkkinen         | 60   | 1. | McLaren-Mercedes   | 108  |
| 2. | Eddie Irvine          | 60   | 2. | Ferrari            | 102  |
| 3. | Heinz-Harald Frentzen | 50   | 3. | Jordan-Mugen-Honda | 57   |
| 4. | David Coulthard       | 48   | 4. | Williams-Supertec  | 30   |
| 5. | Michael Schumacher    | 32   | 5. | Stewart-Ford       | 17   |

## Statisztikák
Vezető helyen:
- Mika Häkkinen: 29 (1-29)
- Heinz-Harald Frentzen: 23 (30-35 / 37-53)
- Mika Salo: 1 (36)

Heinz-Harald Frentzen 3. győzelme, Mika Häkkinen 21. pole-pozíciója, Ralf Schumacher 1. leggyorsabb köre.
- Jordan 3. győzelme.